# マルグリット1世 (ブルゴーニュ女伯)
マルグリット1世（Marguerite Ire de Bourgogne, 1310年 - 1382年5月9日）は、ブルゴーニュ女伯およびアルトワ女伯（在位：1361年 - 1382年）。フランス王フィリップ5世と王妃である女伯ジャンヌ2世の娘。マルグリット・ド・ブルゴーニュ（Marguerite de Bourgogne）、マルグリット・ド・フランス（Marguerite de France）とも呼ばれる。

## 生涯
1320年にフランドル伯ルイ1世と結婚し、1330年に一男ルイ2世（ルイ・ド・マール）をもうけた。夫は1346年にクレシーの戦いで戦死している。
母ジャンヌ2世が1330年に死去した際、その所領はマルグリットの姉ジャンヌ3世が相続し、1349年にジャンヌ3世が死去するとその孫であるブルゴーニュ公フィリップ1世が相続した。フィリップは1357年にマルグリットの孫娘マルグリット・ド・ダンピエールと結婚したが、1361年に早世した。フィリップの遺領は縁者の間で分割され、ブルゴーニュ伯領とアルトワ伯領はマルグリットが獲得した。
マルグリットは1382年まで長命を保ったが、その死後は一人息子ルイ2世を経て、孫娘マルグリットへ所領が相続された。